# 徐振輔
徐振輔（1994年10月15日—），臺灣文學作家，作品關注人與自然之間的關係。曾獲臺北文學年金、台積電青年學生文學獎、教育部文藝創作獎等獎項。長期為鏡週刊專欄作家，曾任台灣佳能攝影講師。2020年以長篇小說馴羊記得到臺北文學獎年金類首獎。

## 來源參考
1. ↑  . 財團法人公共電視文化事業基金會.   [2025-01-23]. （原始内容存档于2024-08-12）.
2. ↑  . 上下游副刊.   [2024-08-12] （中文（臺灣））.
3. ↑  . 鏡週刊.   [2025-01-23].
4. ↑  . Canon台灣.   [2025-01-23]. （原始内容存档于2024-07-19）.
5. ↑  陳昭妤. . 聯合新聞網. 2022-07-29  [2025-01-23]. （原始内容存档于2024-05-24）.

## 外部來源
- . 城邦讀書花園.   [2025-01-23].